# Zygophlebia goodmanii
Zygophlebia goodmanii är en stensöteväxtart som beskrevs av Rakotondr. Zygophlebia goodmanii ingår i släktet Zygophlebia och familjen Polypodiaceae. Inga underarter finns listade.